# Visinske vjetroelektrane
Koncept visinskih vjetroelektrana se zasniva na iskorištenju energije vjetra u višim slojevima atmosfere. One predstavljaju dizajnirani koncept vjetroelektrana koji su na različite načine podignuti u visinu bez potpore tornja. Možemo ih podijeliti u dvije skupine: one za iskorištavanje vjetra na nižim visinama te na one koje to mogu na višim visinama. Tijekom posljednjih 20 godina napravljeno je nekoliko desetaka projekata i koncepata od kojih se istaknula nekolicina koje imaju šanse za realizaciju. Zajedničko im je to što su predviđene za iskorištavanje vjetra na visinama većim nego što to mogu vjetroelektrane montirane na tlu, mogućnost montaže na bilo kojoj lokaciji na svijetu te su u potpunosti ekološki prihvatljive, jer ne ispuštaju stakleničke plinove. Visinske vjetroelektrane na taj način mogu proizvoditi električnu energiju 90% vremena, dok bi one na zemlji to činile maksimalno 35% vremena. To bi rezultiralo pojeftinjenjem električne energije i zahtijevalo bi manje vjetroelektrana za istu količinu električne energije.

### Povijest
1796. Izumitelj George Pocock vidio je korist vjetra za transportne svrhe te je upotrijebio snagu vijetra za vuču kola preko zemlje, kasnije je izdao knjigu „The Aeropulsic art“ u kojoj obrazlaže ideju putovanja preko zemlje i mora pomoću jedra.  Visinske vjetroelektrane su zamišljene kao izvor korisne energije još 1883. S vizijom Johna Eltzera da uhvati snagu vjetra visoko u zraku koristeći se tehnologijom kabla i povodca. Atlas za eksploataciju te općenito korištenje visinskih vjetroelektrana pripremljen je za sve točke na zemlji. U nedavnoj povijesti bitno ime za ovo područje znanosti je Australski inženjer Bryan Roberts. On je jedan od pionira u izgradnji modernih vjetroelektrana koje će iskorištavati energiju vjetra u višim slojevima atmosfere. U suradnji s nekoliko američkih investitora napravio je prototip uređaja pod nazivom „Flying Electric Generator“ koji svojim izgledom podsjeća na helikopter s 4 propelera bez kabine i na visini od 4 do 5 km u zraku bi iskorištavao snagu vjetra. Ovaj projekt je magazin Time uvrstio u 50 najboljih izuma 2008 godine, rankiran na 35 poziciji. Nizozemski bivši astronaut i fizičar Wubbo Ockels, u suradnji sa Sveučilištem u Nizozemskoj je dizajnirao i demonstrirao zračnu vjetroturbinu koju naziva „laddermill“ koja se sastoji od beskrajnih petlji zmajeva. Zmajevi bi dizali jedan kraj beskonačne petlje („ladder – ljestve“) u zrak, dok će se oslobođena energija koristiti za pogon generatora. Jedan od poznatijih koncepata vjetroturbina razvija kompanija Magenn iz Ontarija, nazvali su ga MARS (Magenn air rotor system). Sustav će iskorištava snagu vjetra na nešto manjim visinama od oko 300 m, te se sastoji od vodoravnog rotora punjenog helijem koji je pričvršten kabelima za transformator na zemlji. Prve prototipe MARS-a je izradila firma TCOM u travnju 2008. godine, ali nikakva serijska proizvodnja nije ostvarena.

### Općenito o HAWT-u
Predloženi su različiiti mehanizmi za apsorbiranje kinetičke energije vjetra kao što su „zmajevi“, aerostati, zmajevi s turbinama za regenerativno lebdenje, koji uključuju hvatišta za više lokacija na infrastrukturi ili na običnim ruralnim terenima. Kada se jednom stvori mehanička energija iz kinetičke energije vjetra, mnogo je načina za eksploataciju: uporaba vlaka za transportne svhe (trakcija), izravna pretvorba u električnu energiju na visini ili u postaji na tlu, konverziju u laserske zrake ili mikrovalove u svrhu emitiranja zraka na zrakoplov ili prijamnik na zemlji. 
Vjetrovi na većim visinama posataju mirniji, stalniji te postižu velike brzine. Budući da se energija sadržana u vjetru povećava s kvadratom brzine, uz pretpostavku da su ostali parametri ostali nepromijenjeni, udvostrućenjem brzine vjetra dobivamo 8 puta veću snagu, utrostrućenjem 27 puta veću snagu...S mirnijim i predvidnjivijim vjetrovima, visinski vjetrovi imaju prednost nad onima blizu zemlje. 

#### MARS (Magenn Air Rotor System)
Sustav predviđen za niže visine od 300 m (1000 stopa) koji se vodoravnog rotora punjenog helijem koji je pričvršten kabelima za transformator na zemlji. U Magenn-u tvrde da njihov koncept omogućava visok okretni moment, niske početne brzine, a izrazito veliku ukupnu učinkovitost zbog mogućnosti postavljanja na veće visine od vjetroelektrana smještenih na tlu. Za razliku od klasičnih vjetroelektrana koje nemaju rotaciju oko središnje okomite osi, tj. mehanizam ralja, MARS se može prilagođavati smjeru puhanja vjetra te tako dulje i bolje iskorištavati njegov potencijal. Može funkcionirati pri brzinama vjetra od 3 do 28 m/s te ima tu mogućnost da se montira na mjesta gdje je onemogućena opskrba električnom energijom, kao što su naftne platforme ili manji otoci;

#### Flying Electric Generator
Koncept visinske vjetroelektrane profesora s Tehnološkog Sveučilšta u Sydneyu Bryana Robertsa koji podsjeća na helikopter s 4 propelera koji leti na visini od 4600 m (15000 stopa) nadmorske visine i ostaje na mjestu. To mu omogućavaju krila koja stvaraju uzgon od vjetra i održava se na mjestu pomoću kabela usidrenog na tlu. Prema riječima dizajnera dio će se energije trošiti na uzgon, dok će stalan i jak vjetar omogućiti konstantnu proizvodnju električne energije. Budući da vjetrovi obično pušu u vodoravnom smjeru, generator će biti položen pod nekim kutom od vodoravne ravnine. Postavljanje konstrukcije se izvodi tako da se dovede električna energija turbini čime ona postaje motor podižući konstrukciju do zadane visine;

#### The Kite Wind Generator (KWG) ili Kitegen
Projekt, još u fazi konstruiranja, koji se sastoji od jedne vjetroelektrane s rotacijom oko središnje okomite osi i postavljenih jedra za eksploataciju energije vjetra na većim visinama. Oprema za generiranje električne energije je stacionirana na tlu dok su jedra u zraku pričvršćeni lančanicom za generator. Takva bi vjetroelektrana imala mogućnost proizvodnje energije ekvivalentne onoj iz nuklearnih elektrana, koristeći područje od nekoliko kvadratnih kilometara. Većina tog područja ne bi bila okupirana, tj. bilo bi pogodno za razvoj agrikulture.

### Prednosti i nedostaci
Visinskim vjetroelektranama se može podešavati visina i pozicija područja u kojem radi zbog maksimiziranja dobivene energije vjetra, što je nepraktično kod fiksiranih vjetroelektrana na zemlji. Sustavi visinskih vjetroelektrana ne emitiraju stakleničke plinove te nisu opasni za zdravlje ljudi. Pojedine kritike upućuju na ometanje zračnog prostora te na opasnost od zrakoplovnih nesreća, ali da se pokriju potrebe SAD-a za električnom energijom, visinske vjetroelektrane trebale bi koristiti jednu četiristotinu zračnog prostora SAD-a. U svakom rasponu visine postoji određena zabrinutost investitora i znanstvenika vezane za to područje. S povećanjem visine, produljuju se vodiči, temperatura zraka se mijenja, intenzitet vremenskih nepogoda postaje izraženiji, troškovi se povećavaju te se izloženost turbulencijama mijenja. Neke od visinskih vjetroelektrana su napravljene od metala što povećava opasnost od munja jer postaju gromobrani, također turbulencije ili jaki naleti vjetra predstavljaju problem jer bi mogle istrgnuti sustav iz uležištenja. Zato bi se morale pozicionirati dalje od naseljenih mjesta.

### Procjena troškova
Procijenjeno je da bi tehnologija visinskih vjetroelektrana bila u mogućnosti proizvoditi električnu energiju za samo 2 centa po KWh. Kitegen sustav s okomito rotirajućim jedrima, kad bi trebalo uložiti manje energije za spuštanje jedara nego za dizanje, bi proizvodio električnu energiju za samo 1 cent po KWh. Obje brojke pokazuju znatno nižu vrijednost od današnjih.